# 藏匿處
《藏匿處》是一部2022年9月8日院線上映的台灣犯罪片，由陳彥光編導，由唐綸、邱九儒、何思靜、陳楚扉、邵平、陳風劭、黃禮豐、楊永維等全數新生代演員主演。本片由可樂電影發行，是一部以「兄弟情」為主軸的獨立製作犯罪懸疑電影。。

## 劇情
毒販國豪（唐綸 飾）夢想有朝一日賺取足夠的錢，帶著女朋友小惠（何思靜 飾）遠離犯罪充斥的生活。某日，久未碰面的毒品仲介麥克（陳風劭 飾）上門推銷一筆神秘的稀有古柯鹼。為了達成毒品買賣，國豪與多年好友大偉（邱九儒 飾）一起合作，並不惜與地方角頭老大借款。孰料，交易當天麥克竟遭槍殺，古柯鹼不翼而飛。
交易失敗，古柯鹼貨主強哥（邵平 飾）找上門。威脅國豪要在48小時內找回毒品，不然小命難保。角頭老大也派出手下太保（黃禮豐 飾）來追討款項。國豪陷入困境。深夜，國豪接到電話。一位神秘人(陳楚扉 飾)宣稱手上握有那批遺失的毒品，並要求來場全新的交易…

## 獲獎與提名
| 年份   | 類別                                              | 項目              | 入圍者/作品   | 結果 |
| ------ | ------------------------------------------------- | ----------------- | ------------- | ---- |
| 第16屆 | 波多黎各奇幻電影節                                | 最佳長片導演      | 陳彥光        | 獲獎 |
| 第71屆 | 哥倫布國際電影電視節                              |                   | 藏匿處        | 入圍 |
| 第19屆 | 巴西拉美科幻影展                                  |                   | 藏匿處        | 入圍 |
| 第12屆 | 英國美學電影節                                    | 最佳劇本/最佳剪輯 | 陳彥光/施博瀚 | 提名 |
| 第17屆 | 奧蘭多電影節                                      | 最佳劇本          | 藏匿處        | 提名 |
| 第12屆 | 紐約皇后區電影節                                  | 最佳劇本          | 藏匿處        | 提名 |
| 第23屆 | 聖安東尼奧電影節                                  |                   | 藏匿處        | 入圍 |
| 第14屆 | 德州 Boomtown 電影音樂節                          | 最佳劇情片        | 藏匿處        | 提名 |
| 第17屆 | 奧馬哈影展 （页面存档备份，存于）                 |                   | 藏匿處        | 入圍 |
| 第7屆  | 錢德勒國際電影節 （页面存档备份，存于）           | 最佳午夜電影      | 藏匿處        | 提名 |
| 第12屆 | 密西根首都電影節                                  |                   | 藏匿處        | 入圍 |
| 第7屆  | 義大利費拉拉電影節 （页面存档备份，存于）         | 競賽單元          | 藏匿處        | 入圍 |
| 第14屆 | 伯班克國際影展                                    |                   | 藏匿處        | 入圍 |
| 第9屆  | 西班牙Galacticat奇幻電影節 （页面存档备份，存于） |                   | 藏匿處        | 入圍 |
| 第16屆 | 水牛城國際電影節                                  |                   | 藏匿處        | 入圍 |
| 第18屆 | 紐約哈林區國際電影節                              |                   | 藏匿處        | 入圍 |
| 第11屆 | 里奇蒙國際電影節 （页面存档备份，存于）           |                   | 藏匿處        | 入圍 |
| 第24屆 | 德梅因藝術節                                      | 最佳劇情片        | 藏匿處        | 獲獎 |
| 第9屆  | 印第安納流行文化大會                              | 最佳外語片        | 藏匿處        | 獲獎 |
| 第23屆 | 奧克拉荷馬裸骨國際影展                            | 最佳外語片        | 藏匿處        | 獲獎 |
| 第4屆  | Micheaux 電影節 （页面存档备份，存于）            | 最佳外語片        | 藏匿處        | 獲獎 |

## 外部連結
- 台灣電影網上《藏匿處》的資料（繁體中文）
- 開眼電影網上《藏匿處》的資料（繁體中文）
- YAHOO電影上《藏匿處 （页面存档备份，存于）》的資料